# Persiapan Rababaka
Persiapan Rababaka is een bestuurslaag in het regentschap Dompu van de provincie West-Nusa Tenggara, Indonesië. Persiapan Rababaka telt 1203 inwoners (volkstelling 2010).